# Alekséi Kosyguin
Alekséi Nikoláyevich Kosyguin (en ruso: Алексе́й Никола́евич Косы́гин; 21 de febrerojul./ 5 de marzo de 1904greg. - 18 de diciembre de 1980) fue un estadista y político soviético durante el período de la Guerra Fría. Kosyguin nació en la ciudad de San Petersburgo en 1904 en una familia de clase obrera rusa. Fue reclutado en el ejército de trabajadores durante la guerra civil rusa, y tras la desmovilización del Ejército Rojo en 1921, trabajó en Siberia como gerente industrial. En la década de 1930 volvió a Leningrado y trabajó en varios niveles dentro de la jerarquía soviética y, durante la Gran Guerra Patriótica (Segunda Guerra Mundial), fue miembro del Comité de Defensa Estatal y se le encomendó mover la industria soviética fuera de territorios que pronto iban ser invadidos por el ejército alemán. Se desempeñó como Ministro de Finanzas durante un año antes de ser nombrado ministro de la Industria Ligera y más tarde, como ministro de Industria Ligera y Alimenticia. Stalin lo retiró del Politburó un año antes de su muerte en 1953, debilitando intencionalmente su posición dentro de la jerarquía soviética.
Después de la lucha por el poder desencadenada tras la muerte de Stalin en 1953, Nikita Jrushchov se convirtió en el nuevo líder. El 20 de marzo de 1959, fue nombrado para el cargo de presidente del Comité Estatal de Planificación (Gosplán), puesto que mantendría durante poco más de un año, después fue designado primer vicepresidente del Consejo de Ministros y, cuando Jrushchov fue cesado en 1964, Kosyguin y Leonid Brézhnev se convirtieron en presidente del Consejo de Ministros y Primer Secretario respectivamente. Kosyguin, junto con Brézhnev y Nikolái Podgorni, quien ejercía el cargo de Presidente del Presidium del Soviet Supremo, fueron miembros del recién creado liderazgo colectivo. Kosyguin se convirtió en uno de los dos actores poderosos dentro de la jerarquía soviética, el otro siendo Brézhnev y fue capaz de iniciar la fallida reforma económica de 1965, por lo general referida simplemente como la «reforma Kosyguin». Esta reforma, junto con su postura más abierta en la solución de la Primavera de Praga (1968), lo convirtió en uno de los miembros más liberales de la dirección superior.
Algunas de las políticas de Kosyguin fueron vistas como demasiado radicales, especialmente por los miembros más conservadores de la dirección superior. Nunca fueron capaces de destituir a Kosyguin del cargo de Presidente del Consejo de Ministros, incluso si él y Brézhnev se disgustaban mutuamente. En la década de 1970, Brézhnev había consolidado suficiente poder como para detener cualquier intento reformista «radical» de Kosyguin. En 1980, Kosyguin se retiró de su cargo debido a su mal estado de salud, muriendo dos meses más tarde, el 18 de diciembre de 1980.

## Primeros años y carrera (1904-1964)
Kosyguin nació en una familia de clase obrera rusa de San Petersburgo compuesta por su padre, Nikolái Ilich, su madre, Matrona Aleksándrovna y sus hermanos. Lo bautizaron el 7 de marzo, un mes después de su nacimiento. Fue reclutado en un ejército de trabajadores para el lado bolchevique durante la guerra civil rusa. Después de la desmovilización del Ejército Rojo en 1921, asistió al Colegio Técnico Cooperativo de Leningrado y encontró trabajo en el sistema de cooperativas de consumidores en Novosibirsk, Siberia. Cuando se le preguntó por qué trabajó en el sector cooperativo de la economía, Kosyguin respondió, citando un eslogan de Vladímir Lenin: «¡Cooperación: el camino al socialismo!» Permaneció allí durante seis años. Solicitó una membresía en el Partido Comunista de la Unión Soviética en 1927 y regresó a Leningrado en 1930 para estudiar en el Instituto Textil de esa ciudad, graduándose en 1935. Después de terminar sus estudios, fue contratado como director de un molino textil y, tres años más tarde, fue elegido presidente del Comité Ejecutivo de los Soviets de Diputados Obreros de la ciudad de Leningrado por el Partido Comunista de Leningrado y al año siguiente fue nombrado a Comisario del Pueblo para la Industria Textil, obteniendo un asiento en el Comité Central (CC). En 1940 fue nombrado vicepresidente del Consejo de Comisarios del Pueblo, siendo nombrado en 1943,  presidente del Consejo de Comisarios del Pueblo de la RSFS de Rusia y trabajó para el Comité de Defensa Estatal durante la Gran Guerra Patriótica (Segunda Guerra Mundial), como Vicepresidente del Consejo de Evacuación, su tarea era evacuar a la industria de los territorios que pronto iban a ser invadidos por los alemanes. Rompió el Sitio de Leningrado al organizar la construcción de una ruta de aprovisionamiento y de agua en las profundidades del lago Ládoga. Fue candidato a miembro del Politburó desde 1946 a 1949 y se convirtió en miembro de pleno derecho hacia el fin del gobierno de Iósif Stalin; perdió su escaño en 1952. Sirvió brevemente como ministro de Finanzas en 1948, y como ministro de la Industria Ligera de 1949 a 1953.

### Era de Stalin

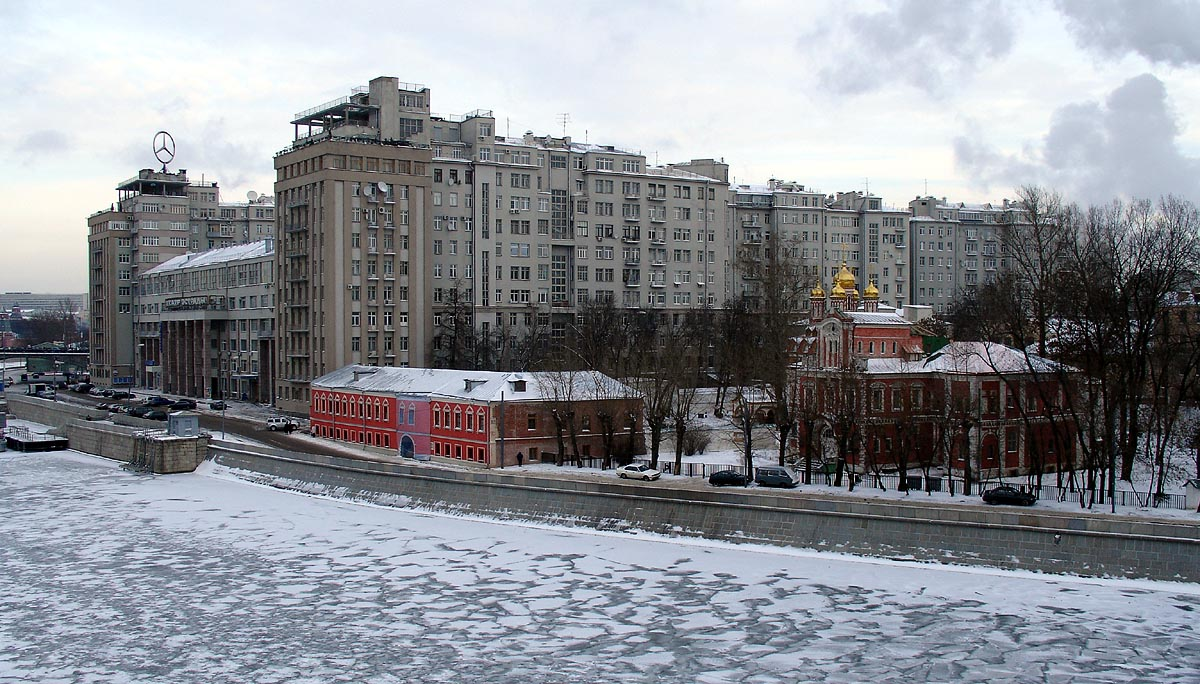
La Casa del Muelle fue un edificio diseñado por Borís Iofán y terminado en 1931 para albergar a la elite del Gobierno; Kosyguin vivió allí.

Sus habilidades administrativas hicieron que Stalin lo tomara bajo su ala y compartió información con Kosyguin, tales como cuánto dinero, las familias de Viacheslav Mólotov, Anastás Mikoyán y Lázar Kaganóvich poseían, gastaban y le pagaban a su personal. En aquella época, aunque los miembros del Politburó ganaban un salario comparativamente modesto, tenían acceso ilimitado a bienes de consumo, por esto Stalin le pidió que pusiera la casa en orden. Evidentemente las asignaciones como ésta lo hicieron impopular entre ciertos miembros del liderazgo soviético. Kosyguin le contó a su yerno Mijaíl Gvishiani, quien era oficial de la NKVD, que una de las acusaciones que pesaban sobre su colega de trabajo Nikolái Voznesenski, entonces Presidente del Comité Estatal de Planificación y Primer Vicepresidente del Consejo de Ministros, era que poseía una o más armas. Kosyguin y Gvishiani registraron inmediatamente sus propios hogares y lanzaron a un lago todas las armas. También buscaron dispositivos de escucha y los hallaron en la casa de Kosyguin, aunque es posible que los hubieran instalado para espiar al mariscal Gueorgui Zhúkov, que había vivido ahí antes que él. De acuerdo con sus memorias, Kosyguin nunca dejó su hogar sin recordarle a su esposa qué hacer si no regresaba del trabajo. Después de vivir dos años bajo un miedo constante, la familia llegó a la conclusión de que Stalin no los dañaría.
Kosyguin, junto con Alekséi Kuznetsov y Voznesenski, formaron una Troika en las secuelas de la guerra, con los tres siendo promovidos en la jerarquía soviética por funcionarios de alto rango como Stalin. Hay algunos que creen que Lavrenti Beria y Georgi Malenkov conspiraron contra ellos en 1950 y que iniciaron lo que se conoce como el Caso de Leningrado, que consistió en varios cargos penales falsos contra Kuznetsov y Voznesenski, haciendo que ambos fueran ejecutados. La vida de Kosyguin, que estaba conectada a la Kuznetsov por su matrimonio, pendía de un hilo. Cómo o por qué Kosyguin sobrevivió los juicios es desconocido, pero él, como dicen algunos chistes, «debe haber sacado un billete de lotería afortunado». Nikita Jrushchov culpó a Beria y Malenkov por las muertes inocentes de Kuznetsov y Voznesenski y acusó a Malenkov en 1957, de haber planeado el complot para que él o Beria sucedieran a Stalin tras su muerte.

### Era de Jrushchov
Tras la muerte de Stalin en marzo de 1953, Kosyguin fue degradado, pero al ser un aliado incondicional de Jrushchov, su carrera pronto dio un giro. Mientras que nunca fue uno de los protegidos de Jrushchov, rápidamente escaló posiciones en el partido. Se convirtió en un funcionario del Comité Estatal de Planificación en 1957 y fue nombrado candidato a miembro del Politburó. Fue promovido a la presidencia del Comité Estatal de Planificación y se convirtió en primer vicepresidente del Consejo de Ministros de Jrushchov en 1960. En este último cargo viajó al extranjero, principalmente por misiones comerciales, a países como por ejemplo Corea del Norte, India, Argentina e Italia. Más tarde, a raíz de la crisis de los misiles en Cuba, fue el portavoz soviético para mejorar las relaciones entre la Unión Soviética y los Estados Unidos y recuperó su antiguo asiento en el Politburó en el XXII Congreso del Partido en 1961.

## Jefatura de Gobierno

### Liderazgo Brézhnev-Kosyguin
Cuando Jrushchov fue destituido como líder en octubre de 1964, Kosyguin asumió el cargo de Presidente del Consejo de Ministros que ocupaba Jrushchov en lo que inicialmente fue un liderazgo colectivo, con Leonid Brézhnev como Secretario General y Anastás Mikoyán como Presidente del Presidium, siendo sustituido posteriormente por Nikolái Podgorni. El nuevo Politburó tenía una visión más conservadora que la que se vio bajo Jrushchov; Kosyguin, Podgorni y Andréi Kirilenko fueron los miembros más liberales, Brézhnev y Arvīds Pelše pertenecían a la facción moderada mientras que Mijaíl Súslov conservó su liderazgo sobre el ala estalinista del partido.
En octubre de 1964, durante una ceremonia en honor a los cosmonautas soviéticos, Brézhnev pidió el refuerzo del aparato del partido. Este discurso fue solo el comienzo de una gran campaña dirigida contra Kosyguin, en la que varios periódicos, como Pravda y Kommunist, criticaron la labor del Consejo de Ministros e indirectamente a Kosyguin, su Presidente, por planificar la economía de un modo poco realista y usaron contra él la retórica altamente agresiva que anteriormente condenó a Jrushchov. Brézhnev fue capaz de criticar a Kosyguin contrastándole con Vladímir Lenin, quien según Brézhnev estuvo más interesado en mejorar las condiciones de la agricultura soviética que en mejorar la calidad de los productos industriales ligeros. El apoyo de Kosyguin a una mayor producción de bienes de consumo también fue criticada por Brézhnev y sus partidarios, principalmente Konstantín Chernenko, por ser casi un retorno a las políticas de Occidente. En el XXIII Congreso del PCUS la posición de Kosyguin fue debilitada cuando los partidarios de Brézhnev fueron capaces de aumentar el gasto en defensa y agricultura. Sin embargo, Brézhnev no tenía una mayoría en el Politburó y podía contar con solo cuatro votos. Kosyguin podía contar con el voto de Kiril Mázurov, y cuando él y Podgorni no estaban peleándose entre sí, en realidad tenían una mayoría en el Politburó sobre Brézhnev. Lamentablemente para Kosyguin esto no era a menudo el caso ya que discrepaba constantemente con Podgorni en la política.
Al comienzo de la tenencia de Kosyguin, el intento de crear estabilidad de Brézhnev y él estaba fallando en varios frentes. Desde 1969-1970 el descontento dentro del liderazgo soviético había crecido a tal punto que algunos empezaron a dudar tanto de las políticas soviéticas antiguas como de las actuales. Los ejemplos incluyen el manejo de la invasión soviética de Checoslovaquia (a la que Kosyguin inicialmente se opuso), la disminución en la producción agrícola, el conflicto fronterizo sino-soviético (en el que abogó por la moderación), la guerra de Vietnam y las conversaciones entre soviéticos y norteamericanos sobre la limitación de misiles estratégicos. Se celebraron dos conferencias cumbres entre los Estados Unidos y la URSS, la Cumbre del Pacto de Varsovia y la Cumbre de Moscú; en ambas no se pudo obtener apoyo para las políticas soviéticas. En 1970 estas diferencias no se habían resuelto y Brézhnev aplazó el XXIV Congreso del Partido y el Noveno Plan Quinquenal (1971-1975). La demora en resolver estos problemas llevó a que circularan rumores en la sociedad soviética de que Kosyguin, o incluso Brézhnev, perderían sus cargos para Podgorni. En marzo de 1971 se hizo evidente que Brézhnev era el líder del país, con Kosyguin como el portavoz del plan quinquenal y con la posición de Podgorni dentro del liderazgo colectivo reforzada.

### Política exterior

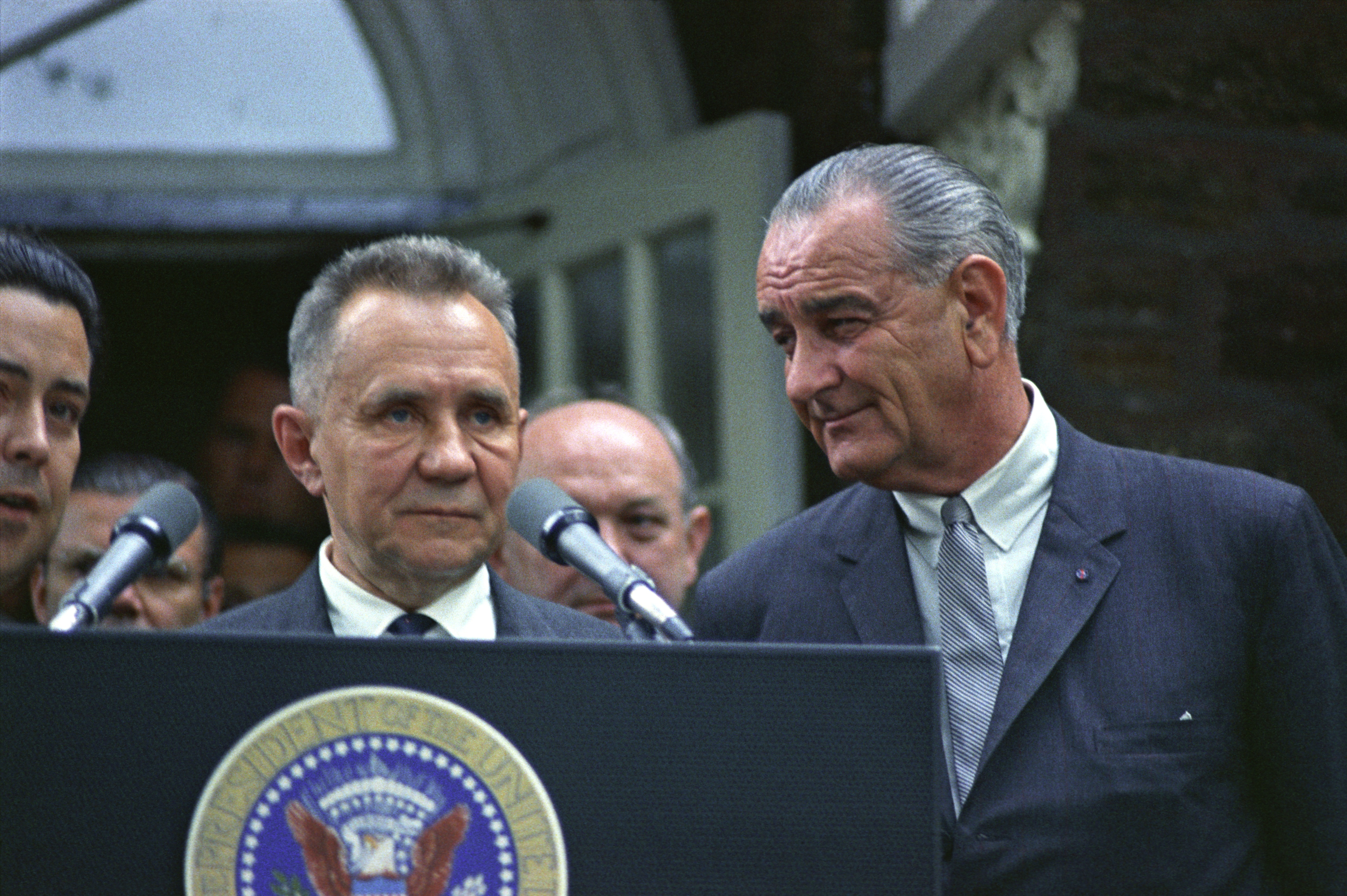
Kosyguin con el presidente estadounidense Lyndon B. Johnson en la Conferencia en la Cumbre de Glassboro de 1967.

Al comienzo de su mandato, Kosyguin desafió el derecho de Brézhnev como Secretario General de representar al país en el extranjero, una función que para Kosyguin debía caer en manos del jefe de Gobierno, como ocurría comúnmente en los países no comunistas. Esto realmente se implementó durante un corto período, llevando a que Henry A. Kissinger a creyera que Kosyguin era el líder de la Unión Soviética. Kosyguin, quien había sido el principal negociador con Occidente durante la década de 1960, apenas pudo verse fuera del segundo mundo luego de que Brézhnev consolidó su posición dentro del Politburó, pero también debido a la aversión de Andréi Gromyko con él por la intromisión en sus propios asuntos ministeriales.
La guerra de los Seis Días en el Medio Oriente tuvo el efecto de aumentar la cooperación entre soviéticos y norteamericanos y para mejorar las relaciones aún más, el Gobierno de los Estados Unidos invitó a Kosyguin a una Cumbre con Lyndon B. Johnson, el entonces Presidente de los Estados Unidos, tras su discurso ante las Naciones Unidas. En la Cumbre, que fue conocida como la Cumbre de Glassboro, Johnson y Kosyguin lograron llegar a un acuerdo sobre la limitación de los sistemas de misiles antibalísticos, pero la atmósfera amistosa e incluso abierta de la Cumbre fue conocida como el «espíritu de Glassboro». Las relaciones entre los dos países mejoraron aún más cuando el 12 de agosto de 1970, fue firmado el Tratado de Moscú por Gromyko y Kosyguin, y los representantes de Alemania Occidental, Walter Scheel y Willy Brandt.
Kosyguin había protegido las reformas económicas de János Kádár y su posición como líder de la República Popular de Hungría de las intervenciones del liderazgo soviético. El líder polaco Władysław Gomułka, que había sido retirado de todos sus cargos en 1970, fue sucedido por Edward Gierek, quien intentó revitalizar la economía de la República Popular de Polonia mediante préstamos de dinero de Occidente. El liderazgo soviético aprobó respectivos experimentos económicos de ambos países, ya que con esto se trataba de reducir su gran programa de subsidio al Bloque del Este en la forma de exportaciones baratas de petróleo y gas. Durante los debates del liderazgo soviético sobre una posible invasión soviética de Checoslovaquia, Kosyguin le recordó a los líderes de las consecuencias de la represión de la Revolución húngara de 1956. Más tarde, su postura se hizo más agresiva cuando entendió que las reformas en Checoslovaquia podían volverse en contra de su reforma económica soviética de 1965.
| Debemos decirle a Taraki y Amín que cambien sus tácticas. Todavía siguen ejecutando a aquellas personas que discrepan con ellos. Están matando a casi todos los líderes del Parcham, no solo del rango más alto, sino también del rango medio. — Kosyguin hablando en una reunión del Politburó. |

Kosyguin actuó como mediador entre la India y Pakistán en 1966 y consiguió que ambas naciones firmaran la Declaración de Tashkent. Se convirtió en el principal portavoz sobre la cuestión del control de armamentos. En retrospectiva, muchos de sus compañeros sentían que hacía su trabajo «estoicamente», pero que carecía de «entusiasmo» y por lo tanto, nunca desarrolló un verdadero gusto por la política internacional.
La ruptura sino-soviética disgustó mucho a Kosyguin, y durante un tiempo se negó a aceptar su irrevocabilidad; visitó brevemente Pekín en 1969 debido a la creciente tensión entre la URSS y la República Popular de China. Dijo, en su círculo íntimo, «somos comunistas y son comunistas. Es difícil creer que no seremos capaces de llegar a un acuerdo si nos encontramos cara a cara». Sin embargo, su punto de vista de China cambió y según Harold Wilson, un ex primer ministro del Reino Unido, Kosyguin veía a China como una «dictadura militar organizada» que tenía como objetivo esclavizar a «Vietnam y toda Asia».
Durante una visita oficial de una delegación afgana, Kosyguin y Andréi Kirilenko criticaron a los dirigentes afganos Nur Muhammad Taraki y Hafizullah Amín por su comportamiento represor de estilo estalinista. Prometió enviar más ayuda económica y militar, pero rechazó cualquier propuesta relativa a una posible intervención soviética, ya que según Kosyguin, una intervención en Afganistán podría generar tensión en las relaciones exteriores de la URSS con Occidente, principalmente con Alemania Occidental. Sin embargo, en una reunión privada, sin Kosyguin, quien se oponía firmemente a cualquier tipo de intervención militar, el Politburó apoyó unánimemente una intervención soviética.

### Política económica

#### Planes quinquenales
El Octavo Plan Quinquenal (1966-1970) es considerado uno de los períodos más exitosos de la economía soviética y el más exitoso en lo que respecta a la producción para el consumo (véase la reforma «Kosyguin»). El XXIII Congreso del Partido y el Noveno Plan quinquenal (1971-1975) habían sido aplazados por Brézhnev debido a una lucha de poder dentro de la dirigencia soviética. En el XXIII Congreso del Partido, Kosyguin prometió que el Noveno Plan Quinquenal aumentaría el suministro de alimentos, ropa y otros electrodomésticos hasta en un 50 por ciento. El plan preveía un incremento masivo en el nivel de vida soviético, con Kosyguin proclamando un crecimiento del 40 por ciento de los ingresos de la población en su discurso ante el Congreso.
El Décimo Plan Quinquenal (1976-1981) fue referido por Kosyguin como el «plan de calidad». Brézhnev rechazó su oferta para producir más bienes de consumo durante el Décimo Plan Quinquenal. A causa de ello el volumen total de bienes de consumo en la producción industrial solo se situó en el 26 por ciento. El yerno de Kosyguin señaló que él se puso furioso con la decisión, y que declaró que mayores gastos en defensa llevarían a la Unión Soviética hacia una «ruina total». El plan fue menos ambicioso que sus predecesores, con metas de crecimiento industrial nacional no superiores a lo que ya había conseguido el resto del mundo. La agricultura soviética recibiría una cuota de inversión de un 34 por ciento, una proporción mucho mayor que su contribución proporcional a la economía soviética, que representaba solo el 3 por ciento del PIB soviético.

#### La reforma «Kosyguin»
Así como Jrushchov, Kosyguin intentó reformar la economía planificada dentro de un marco socialista. En 1965 inició una reforma económica ampliamente conocida como la «reforma Kosyguin», en la que intentó hacer más eficiente la industria soviética mediante la inclusión de algunas medidas de mercado comunes en Occidente como por ejemplo el beneficio económico, también intentó aumentar la cantidad de la producción, los incentivos para los administradores y trabajadores, y liberar a los primeros de la burocracia estatal centralizada. La reforma había sido propuesta a Jrushchov en 1964, a quien evidentemente le gustó y tomó algunas medidas preliminares para aplicarla. Brézhnev permitió que la reforma siguiera porque la economía soviética estaba entrando en un período de bajo crecimiento. En su fase de pruebas, la reforma se aplicó a 336 empresas de industria ligera.
La reforma fue influida por las obras del economista soviético Evséi Liberman. Kosyguin sobreestimó la capacidad de la máquina administrativa soviética para desarrollar la economía e hizo «correcciones» a algunas de las creencias más controvertidas de Liberman sobre la descentralización. Según los críticos, los cambios de Kosyguin a la visión original de Liberman causaron el fracaso de la reforma.
Kosyguin, quien durante mucho tiempo había sido consciente de la superioridad de Occidente, creía que la descentralización, con empresas semipúblicas y cooperativas eran claves para ponerse al día. Su reforma buscaba un cambio gradual de una «economía administrada por el Estado» a un sistema en que «el Estado se limite a guiar a las empresas». La reforma fue implementada, pero mostró varios fallos e incoherencias desde el principio.

#### Resultados
El sueldo de los ciudadanos soviéticos aumentó abruptamente por casi 2,5 veces durante el plan. Los salarios reales en 1980 ascendieron a 232.7 rublos, en comparación con los 166.3 rublos anteriores a la reforma económica soviética de 1965 y al Octavo Plan Quinquenal. El primer período, 1960-1964, se caracterizó por un crecimiento bajo, mientras que el segundo período, 1965-1981, tuvo una mayor tasa de crecimiento. El segundo período demostró vívidamente el éxito de la reforma Kosyguin, con el promedio de crecimiento anual del volumen de negocios minoristas siendo de 11.2 millones de rublos, 1,8 veces superior al primer período y 1,2 veces mayor que el tercer período (1981-1985). También aumentó el consumo de bienes y la demanda diaria. El consumo de electrodomésticos creció enormemente, los refrigeradores aumentaron de un mínimo de 109.000 unidades en 1964 a 440.000 en 1973; el consumo disminuyó durante la reversión de la reforma. La producción de automóviles aumentó y siguió haciéndolo hasta la década de 1980. El liderazgo soviético, bajo presión, trató de proporcionar productos más atractivos para los consumidores soviéticos.
La remoción de Jrushchov en 1964 marcó el final de su «revolución de la vivienda». La construcción de viviendas disminuyó entre 1960-64 a un promedio de 1,63 millones de metros cuadrados. Tras este descenso brusco, aumentó repentinamente entre 1965-66, pero cayó nuevamente y luego creció constantemente (la tasa media de crecimiento anual fue de 4.26 millones de metros cuadrados). Esto fue en gran parte a expensas de las empresas. Si bien la escasez de viviendas nunca fue resuelta plenamente y sigue siendo un problema en la actual Rusia, la reforma superó a la tendencia negativa y renovó el crecimiento de la construcción de viviendas.

#### Cancelación y repercusiones
El crecimiento de la hostilidad hacia la reforma, los pobres resultados y la postura reformista de Kosyguin, condujeron a una reacción popular contra él. Perdió la mayor parte de los privilegios que gozaba antes de la reforma, pero Brézhnev nunca fue capaz de retirarlo del cargo de presidente del Consejo de Ministros, a pesar de su debilitada posición. A raíz de su fallida reforma, Kosyguin pasó el resto de su vida mejorando la administración económica a través de la modificación de los objetivos; implementó diversos programas para mejorar la seguridad alimentaria y garantizar la futura intensificación de la producción. No existe ninguna prueba para respaldar la afirmación de que la reforma haya contribuido al alto crecimiento en la década de 1960, y que su cancelación tuviera algo que ver con el estancamiento del crecimiento de la economía que comenzó en la década de 1970.

### Reformas de 1973 y 1979
Kosyguin inició otra reforma económica en 1973 con la intención de debilitar los ministerios centrales y darle más poderes a las autoridades regionales en los niveles republicanos y locales, pero el fracaso de la misma para cumplir las metas de Kosyguin condujo a su cancelación. Sin embargo, la reforma tuvo éxito en la creación de asociaciones, una organización que representa a varias empresas. La última reforma importante emprendida por el liderazgo anterior a la perestroika fue iniciada por el Quinto Gobierno de Kosyguin sobre una decisión conjunta del Comité Central y el Consejo de Ministros. Su nombre oficial fue la «mejora de la planificación y el refuerzo de los efectos del mecanismo económico en el aumento de la eficacia en la producción y la mejora de la calidad del trabajo», pero es más conocida como la reforma de 1979. En contraste con la reforma de 1965, pretendía aumentar la participación económica del Gobierno central mediante la mejora de las funciones y responsabilidades de los ministerios. Debido a la dimisión de Kosyguin en 1980 y al enfoque conservador de Nikolái Tíjonov sobre la economía, muy poco de la reforma en realidad fue implementado.

### Vida posterior, renuncia y muerte

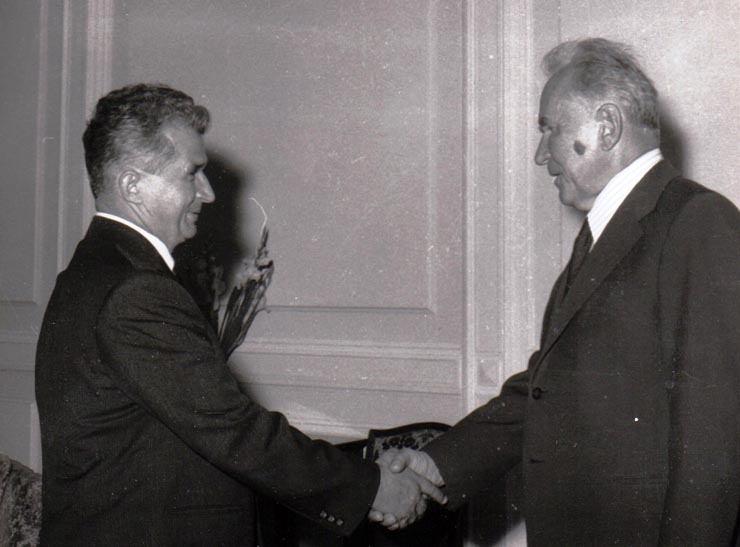
Kosyguin (derecha) estrechando la mano con el líder comunista rumano Nicolae Ceaușescu en 1974.

A mediados de la década de 1970 Brézhnev había establecido una base de poder lo suficientemente fuerte como para convertirse efectivamente en líder. De acuerdo con el historiador Ilyá Zemtsov, autor de Chernenko: The Last Bolshevik: The Soviet Union on the Eve of Perestroika, Kosyguin «comenzó a perder poder» con el XXIV Congreso del Partido en 1971 donde por primera vez s anunció la fórmula del 'Politburó liderado por Brézhnev' y junto con el debilitamiento de su posición, Brézhnev se movió para reforzar la tenencia del aparato del partido sobre el aparato de Gobierno, debilitando aún más la posición de Kosyguin. El historiador Robert Wesson, autor de Lenin's Legacy: The Story of the CPSU, observó que el informe económico de Kosyguin durante el XXV Congreso del Partido «indicó más claramente el final de la lucha» entre Brézhnev y Kosyguin. Fue todavía más apartado cuando Brézhnev publicó sus memorias, en las que afirmó que él y no Kosyguin, estuvo a cargo de todas las principales decisiones económicas. Pero para empeorar las cosas para Kosyguin, Brézhnev bloqueó cualquier futura conversación sobre la reforma económica dentro del aparato del partido y del Gobierno, y la información relativa a la reforma de 1965 fue suprimida.
Brézhnev consolidó su posición sobre el aparato de Gobierno mediante el fortalecimiento de la posición de Podgorni como Presidente del Presidium del Soviet Supremo, literalmente el jefe de Estado, dándole al cargo algunas de las funciones del Presidente del Consejo de Ministros. La Constitución soviética de 1977 reforzó el control de Podgorni sobre el Consejo de Ministros, con el puesto de jefe de Estado recibiendo algunos poderes ejecutivos. De hecho, debido a esa Constitución, el Consejo de Ministros quedó subordinado del Presídium del Sóviet Supremo. Cuando Podgorni fue sustituido como jefe de Estado por Brézhnev en 1977, el papel de Kosygin en la administración diaria de las actividades del Gobierno disminuyó drásticamente, debido al nuevo puesto ocupado por Brézhnev. Comenzaron a circular rumores dentro de los círculos superiores y en las calles, de que Kosygin se retiraría debido a
mala salud.
La consolidación de Brézhnev en el poder había debilitado la influencia y el prestigio de Kosyguin dentro del Politburó. En la década de 1970, cuando su posición recibía un golpe tras otro, fue hospitalizado con frecuencia y en varias ocasiones Kiril Mázurov, el Primer Vicepresidente del Consejo de Ministros, actuó en su lugar durante su ausencia. Kosyguin sufrió su primer ataque cardíaco en 1976. Después de este incidente, se dice que su personalidad pasó de ser vibrante a estar cansado y harto; de acuerdo a personas cercanas a él, parecía haber perdido la voluntad de continuar su trabajo. Presentó dos veces una carta de renuncia entre 1976 y 1980, pero fue rechazado en ambas ocasiones. Durante su licencia por enfermedad, Brézhnev designó a Nikolái Tíjonov para el puesto de Primer Vicepresidente del Consejo de Ministros. Tíjonov, así como con Brézhnev, era un conservador y mediante su puesto fue capaz de reducir a Kosyguin a un papel de reserva. En un plenario del Comité Central en junio de 1980, el plan de desarrollo económico soviético fue esbozado por Tíjonov y no por Kosyguin. Los poderes del Presidente del Consejo de Ministros disminuyeron hasta el punto en que Kosyguin se vio obligado a discutir todas las decisiones tomadas por el Consejo de Ministros con Brézhnev.
Kosyguin fue hospitalizado en octubre de 1980; durante su permanencia escribió una breve carta de renuncia; al día siguiente fue privado de toda la protección del Gobierno, comunicación y artículos de lujo que había ganado durante su vida política. Murió solo el 18 de diciembre de 1980; ninguno de sus colegas del Politburó, ex ayudantes o guardias de seguridad lo visitaron. Al final de su vida, Kosyguin temía por el fracaso completo del Undécimo Plan Quinquenal (1981-1985), afirmando que el liderazgo de ese momento estaba poco dispuesto a reformar la estancada economía soviética. Su muerte fue pospuesta durante tres días, ya que había fallecido en la víspera del cumpleaños de Brézhnev. Fue enterrado en la Plaza Roja de Moscú y fue elogiado por Brézhnev como una persona que «trabajó desinteresadamente por el bien del Estado soviético». Se llevó a cabo un funeral de Estado y Kosyguin fue honrado por sus pares; Brézhnev, Yuri Andrópov y Tíjonov y colocaron una urna con sus cenizas en la Necrópolis de la Muralla del Kremlin de Moscú.

## Personalidad
En comparación con otros funcionarios soviéticos, Kosyguin se destacó como un líder pragmático y relativamente independiente. En una descripción dada por un funcionario superior anónimo del GRU, fue descrito como «una figura solitaria y algo trágica» que «entendió nuestras fallas y las deficiencias de nuestra situación en general y en particular aquellas de nuestra política en Medio Oriente, pero, siendo un hombre muy moderado, prefirió ser cauteloso». Un antiguo compañero anónimo de Kosyguin dijo que «siempre tuvo una opinión propia y la defendió. Era un hombre muy alerta y se desempeñaba brillantemente durante las negociaciones. Era capaz de ingeniárselas rápidamente con el material que era totalmente nuevo para él. Nunca he visto gente de ese calibre después».
El primer ministro canadiense Pierre Trudeau dijo que Kosyguin era como «Jrushchov sin tosquedad, un hombre paternal que fue el precursor de Mijaíl Gorbachov». Señaló que Kosyguin estaba dispuesto a discutir temas que por mucho tiempo la postura soviética no los había abordado frontalmente. El ex Secretario de Estado de los Estados Unidos Henry A. Kissinger dijo que Kosyguin era devoto, casi fanáticamente, a su trabajo. Era visto por los diplomáticos occidentales como un pragmatista «con un exterior glacial que era ortodoxo si no rígido». Andréi Sájarov, un disidente soviético, creía que Kosyguin era «el hombre más inteligente y más difícil del Politburó».

## Legado

### Evaluaciones históricas
Kosyguin resultaría ser un administrador muy competente, con el nivel de vida soviético aumentando considerablemente debido a su cautelosa política reformista. Su moderada reforma de 1965, al igual que el deshielo de Nikita Jrushchov, había radicalizado el movimiento reformista soviético. Mientras que Leonid Brézhnev estaba satisfecho con mantener la estructura centralizada de la economía planificada soviética, Kosyguin intentó revitalizar el sistema económico enfermo descentralizando la dirección. Tras la muerte de Brézhnev en 1982, el movimiento reformista fue dividido entre el camino de Yuri Andrópov de la disciplina y el control y la liberalización de Gorbachov de todos los aspectos de la vida pública.
El autor Ilyá Zemtsov describió a Kosyguin como alguien «decidido e inteligente, un administrador excepcional» y afirmó que se distinguió de los demás miembros del liderazgo soviético por su «extraordinaria capacidad de trabajo». Los historiadores Moshe Lewin y Gregory Elliott, los autores de El siglo soviético: ¿qué sucedió realmente en la Unión Soviética?, lo describieron como un «fabuloso administrador». David Law escribió que «su fortaleza» era «su excepcional capacidad como administrador» y de acuerdo con Law, Kosyguin demostró también ser un «político competente». Los historiadores Evan Mawdsley y Stephen White afirman que Brézhnev no fue capaz de cesar a Kosyguin porque su eliminación significaría la pérdida de su último «administrador capaz». En su libro, The Unknown Stalin, los autores Roy Medvédev y Zhores Medvédev dijeron que Kosyguin era un «organizador excepcional» y el «nuevo Voznesenski». El historiador Archie Brown, autor de The Rise & Fall of Communism, considera que la reforma económica soviética 1965 fue demasiado «modesta» y reclamó que Kosyguin «era en gran medida un producto del sistema ministerial soviético, que evolucionó bajo Stalin, para convertirse en un reformista económico radical». Sin embargo, Brown cree que Kosyguin fue «un buen administrador». Gvishiani, un historiador ruso, concluyó que «Kosyguin sobrevivió tanto a Stalin como Jrushchov, pero no logró sobrevivir a Brézhnev».
Kosyguin fue visto con simpatía por el pueblo soviético y aún en la actualidad es visto como una figura importante en la historia rusa y soviética. Según Nikolái Egórychev, la popularidad de Kosyguin entre el pueblo soviético, hizo que Brézhnev desarrollara «fuertes celos» de él. Mijaíl Smirtyukov, un ex Oficial Ejecutivo del Consejo de Ministros, recordó que Kosyguin se negó a ir a beber con Brázhnev, algo que le molestó mucho a Brézhnev. En un discurso ante el Soviet Supremo de la Unión Soviética en 1987, Nikolái Ryzhkov, el último Presidente del Consejo de Ministros, se refirió a las «tristes experiencias de la reforma de 1965» y afirmó que todo fue de mal en peor después de la cancelación de la misma.

### Honores
Durante su vida, Kosyguin recibió siete Órdenes y dos premios del Estado soviético. Fue galardonado dos veces con el Héroe del Trabajo Socialista; uno de ellos en 1964 durante su cumpleaños número 60 por el Presídium del Sóviet Supremo, en esta ocasión también recibió una Orden de Lenin y una medalla de oro de la hoz y el martillo. El 20 de febrero de 1974 el Presídium del Sóviet Supremo le concedió, esta vez para conmemorar su cumpleaños número 70, otra Orden de Lenin y una segunda medalla de oro de la hoz y el martillo. En total, Kosyguin recibió seis Órdenes de Lenin del Estado soviético y una Orden de la Revolución de Octubre y una Orden de la Bandera Roja del Trabajo. Durante una visita oficial a Perú en la década de 1970 junto con Leonid Brézhnev y Andréi Gromyko, los tres fueron galardonados con la Orden El Sol del Perú por el presidente Francisco Morales Bermúdez. En su honor, la Universidad Textil Estatal de Moscú fue nombrada con su nombre en 1981 y en 1982 fue colocado un busto en Leningrado, hoy San Petersburgo. En 2006 el Gobierno ruso renombró una calle en su honor.